# Jeanne Luykx
Jeanne Luykx (Lommel, 8 augustus 1927 – 5 oktober 1973) was een Belgisch expressionistisch beeldhouwster en kunstschilderes. Ze was lid van het Christelijk Vlaams Kunstenaarsverbond Roeselare en kunstkring Heikracht.

## Biografie
Luykx voltooide in 1945 de opleiding decoratief tekenen aan het Heilig Graf te Turnhout. Aanvankelijk specialiseerde zij zich in portretschilderen en het schilderen van oude Lommelse prentkaarten. Pas in 1969 legt Luykx zich toe op het beitelen van eiken beelden. Haar uit ruwe eik vervaardigde beeldhouwwerken vallen op door de eenvoudige vormgeving en tonen het leven van de dag. Luykx is een autodidacte. Haar beeldhouwwerken zijn door een sterke expressie getekend en doen denken aan haar kunstidool Constant Permeke.
Luykx werd met haar beeldhouwwerken Hymne voor de overledenen en Divina commedia dell' arte geselecteerd voor de internationale  openluchttentoonstelling van sculpturen te Milaan in 1972. Werk van Luykx is in particulier bezit in binnen- en buitenland. Het stadsbestuur van Lommel kocht een tiental schilderijen van oude Lommelse prentkaarten en het beeldhouwwerk 'de gemeentewerker' aan.
Bij haar overlijden liet zij een oeuvre na van een honderdtal schilderijen en 303 beelden. Haar laatste beeld, het duimzuigertje, werd nooit afgewerkt.